# Nico Schuska
Nico Schuska (* 20. März 1979) ist ein deutscher Fußballspieler und Fußballtrainer.
In der Jugend spielte der Angreifer für den 1. FC Eislingen und die Stuttgarter Kickers, von denen er 1996 zum SSV Reutlingen 05 kam. Von 1998 bis 2000 war Nico Schuska in der Regionalliga Süd 3 Mal im Einsatz. Nachdem er mit den Reutlingern am Ende der Saison 1999/2000 in die 2. Bundesliga aufgestiegen war, wechselte Schuska zum 1. FC Pforzheim. Im Januar 2001 schloss er sich dem Heidenheimer Sportbund an. Im Sommer desselben Jahres kehrte Nico Schuska zum SSV Reutlingen zurück. Für den SSV absolvierte Schuska in der Saison 2002/03 am 19. November 2002 gegen den MSV Duisburg und am 15. Dezember 2002 gegen Eintracht Frankfurt 2 Profieinsätze. Nach dem Abstieg des SSV Reutlingen am Ende dieser Saison wechselte Schuska erneut zum Heidenheimer Sportbund. Nachdem er Heidenheim 2006 wieder verlassen hatte, wurde er Spielertrainer bei der TSuGV Großbettlingen und wechselte ein Jahr später zur SpVgg Au/Iller. Im Juli 2008 schloss Nico Schuska sich der zweiten Mannschaft des inzwischen vom Sportbund abgespaltenen 1. FC Heidenheim an. 2011 wurde Schuska Co-Trainer bei der TSG Schnaitheim, für die er im März 2012 sein Comeback als Spieler gab.
Seit Sommer 2016 ist Schuska Spielertrainer beim TV Steinheim in der Kreisliga Ostwürttemberg.